# Hydroporus fairmairei
Hydroporus fairmairei är en skalbaggsart som beskrevs av Branden 1885. Hydroporus fairmairei ingår i släktet Hydroporus och familjen dykare. Inga underarter finns listade i Catalogue of Life.